# Burt (Michigan)
Pour les articles homonymes, voir Burt.
 (juin 2019).
Si vous disposez d'ouvrages ou d'articles de référence ou si vous connaissez des sites web de qualité traitant du thème abordé ici, merci de compléter l'article en donnant les références utiles à sa vérifiabilité et en les liant à la section « Notes et références ».
Burt est une "census-designated place" (CDP) afin de réaliser des statistiques et un secteur non constitué en municipalité localisé dans le Canton de Taymouth (Comté de Saginaw dans l'État américain du Michigan). La population de cette CDP était de 1 122 habitants au recensement de 2000. Burt est aussi le nom d'un bureau de poste ayant le Code ZIP 48417, qui comprend la région de la CDP ainsi que des parties du canton de Taymouth au nord de la CDP, la partie est du canton d'Albee et la petite partie du sud-est du canton de Spaulding. La ville porte le nom de Wellington R. Burt.

## Geographie
Selon le Bureau du recensement des États-Unis, Burt a une superficie totale de 4,5 milles carrés (soit 12 km²).

## Données démographiques
Selon le recensement de 2000, 1 122 personnes, 394 ménages et 327 familles résidaient dans la CDP. La densité de population était de 247,4 habitants par mille carré (soit 95,4 par km²). Il y avait 420 unités de logement à une densité moyenne de 92,6 par mille carré (35,7 par km²). La composition raciale de Burt était la suivante: 93,67 % de Blancs, 1,07 % d’ Afro-Américains, 1,16 % d’Amérindiens, 0,27% d’Asiatiques, 1,69 % d’autres races et 2,14 % de deux races ou plus. Les Hispaniques ou les Latino-Américains, toute races confondues, représentaient 4,63 % de la population. 
Il y avait 394 ménages, dont 41,4 % avaient des enfants de moins de 18 ans vivant avec eux, 68,8 % étaient des couples mariés vivant ensemble, 8,4 % étaient une femme au foyer sans mari et 17 % vivaient sans familles. 13,5 % de tous les ménages étaient composés d'une seule personne et 6,1 % comptaient une personne seule âgée de 65 ans ou plus. La taille moyenne des ménages était de 2,85 et celle des familles de 3,09. 
Dans la CDP, la population était répartie comme suit : 29,3 % de moins de 18 ans, 7,6 % de 18 à 24 ans, 29,9 % de 25 à 44 ans, 25,1 % de 45 à 64 ans et 8,0 % âgés de 65 ans ou plus. L'âge médian était de 35 ans. Pour 100 femmes, il y avait 105,1 hommes. Pour 100 femmes de 18 ans et plus, il y avait 99,2 hommes.
Le revenu médian d'un ménage de la CDP était de 47 250 $ et celui d'une famille était de 47 143 $. Le revenu médian des hommes était de 42 734 $ contre 21 719 $ pour les femmes. Le revenu par habitant de la CDP était de 15 997 $. Environ 4,8 % des familles et 8,3 % de la population vivaient sous le seuil de pauvreté, dont 11,9 % des moins de 18 ans et 13,2 % des 65 ans et plus. 

## Personnes notables
- Wellington R. Burt (1831-1919), baron de l'industrie; jadis classé au rang des huit hommes les plus riches d'Amérique; homonyme de la ville[2].